# 卡萨诺瓦尔库维亚
卡萨诺瓦尔库维亚（義大利語：Cassano Valcuvia），是意大利瓦雷泽省的一个市镇。总面积4平方公里，人口667人，人口密度166.8人/平方公里（2009年）。国家统计（ISTAT）代码为012041。